# イランエアツアーズ

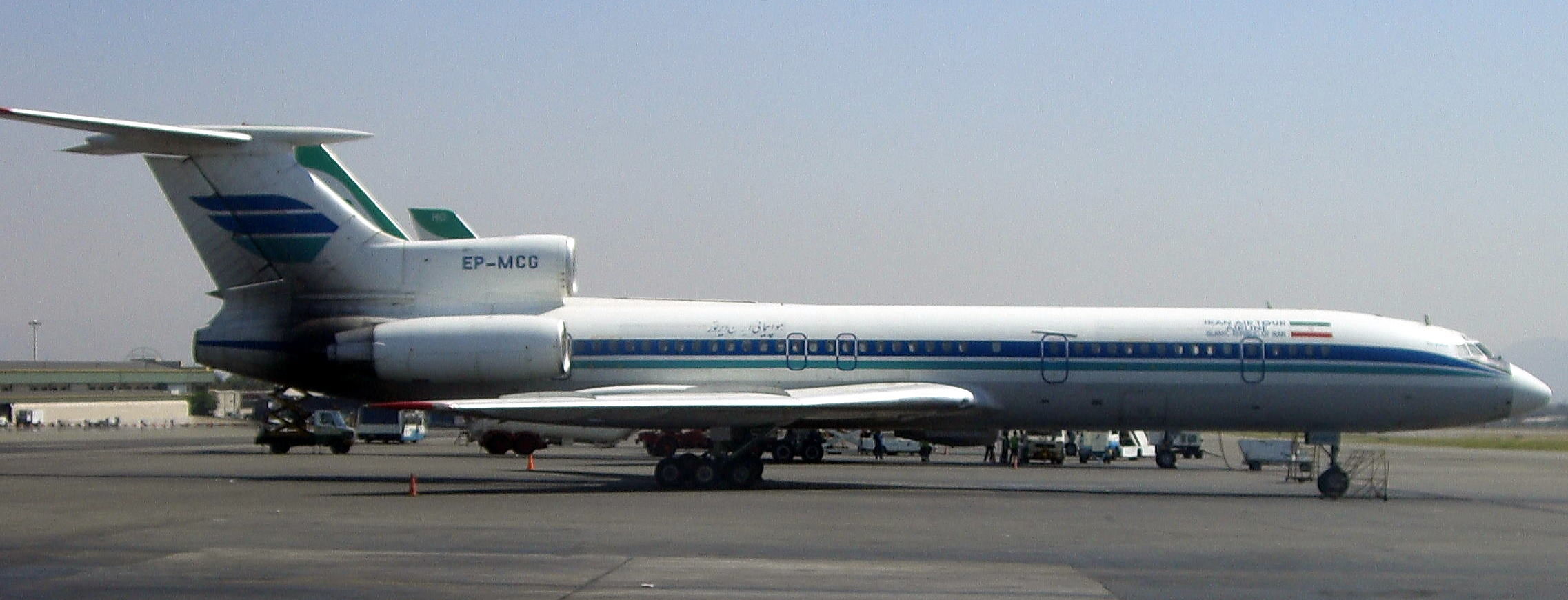
イラン・エアツアーズ航空Tu154M型機（EP-MCG）

イラン・エア・ツアーズ（ペルシア語: هواپیمایی ایران ایرتورز; Havāpeimā'ī-ye Īrān Eyrtūrz）は、イランのテヘランに本拠を持つ航空会社。イラン航空の子会社である。イラン航空を補完して国内線を運航するほか、中東域内の国際線およびヨーロッパへのチャーター便の運航もおこなう。拠点空港はマシュハド国際空港  。

## 概略
1973年に会社が設立されたが、本格的に活動を開始したのは1990年のことであった。

## 沿革
イラン・エア・ツアーズは1973年、イラン航空によって設立された。1990年に定期航空路線としてイラン国内の観光路線での運航を開始した。

## 就航都市
イラン・エアツアーズの就航都市は以下のとおり

### 国内線
- マシュハド/アーバーダーン、アフヴァーズ、エスファハーン、キーシュ、ケルマーンシャー、ザンジャーン、シーラーズ、タブリーズ、テヘラン、バンダレ・アッバース、ブーシェフル、ラシュト
- タブリーズ/キーシュ、テヘラン、マシュハド
- テヘラン/アーバーダーン、アフヴァーズ、キーシュ、シーラーズ、タブリーズ、バンダレ・アッバース、マシュハド、

### 国際線
- タブリーズ/イスタンブール
- テヘラン/イスタンブール

## サービス
イラン・エアツアーズのチケットはイラン航空のシステムを通じて予約でき、これはイランにおける予約システムにおいて唯一といえるもので大変に便利である。イラン・エアツアーズはテヘランを経由しない国内主要都市間、たとえばマシュハド・シーラーズ間の路線を運航している。またイラン・エアツアーズはイラン北東部の都市で、シーア派イスラームの聖廟都市であるマシュハドを拠点とした航空ネットワーク拡大を責務としている。

## 事故
運航年数と規模の割には重大事故を度々おこしている。
- 1992年4月26日、イラン・エア・ツアーズのフォッカーF27フレンドシップ400Mがテヘランにむけて飛行中、サーヴェ近郊で墜落。39人が死亡。
- 1993年2月8日、イラン・エア・ツアーズのツポレフTu-154が、マシュハド行き臨時便としてテヘラン・メヘラーバード国際空港を離陸したところ、同空港へのアプローチ中だったイラン空軍のスホーイSu-24と空中衝突。乗員12人、乗客119人死亡。
- 2002年2月12日、イラン・エア・ツアーズのツポレフTu-154が目的地ホッラマーバードに降下中、セフィード・クーフ山中に墜落。墜落時の現地は、激しい雨と雪、また濃い霧と悪天候の中であった。乗員12名乗客107名全員死亡。
- 2006年9月1日、イラン・エア・ツアーズのバンダルアッバース発マシュハドゆきツポレフ Tu-154が、マシュハド着陸時に火災を発生させ炎上(イラン時間13時45分)。乗員11人乗客137人のうち28人が死亡。

## 保有機材

### 運航機材
2021年8月現在
| 機材                          | 運用機数 | 発注機数 | 座席数  | 備考                                       |
| ----------------------------- | -------- | -------- | ------- | ------------------------------------------ |
| エアバス A300-600             | 4        | 0        | 280     | 発注中の機体はマーハーン航空からの転籍待ち |
| エアバスA320-200              | 1        |          | 173     |                                            |
| マクドネル・ダグラスMD-82     | 5        |          | 158/161 |                                            |
| マクドネル・ダグラスMD‐83     | 1        |          | 163     |                                            |
| スホーイ・スーパージェット100 |          | 20       |         |                                            |
| 合計                          | 11       | 20       |         |                                            |

2019年8月現在、イラン・エア・ツアーズの機材の平均機齢は約26.5年であり、機体の老朽化が非常に激しい。これはアメリカによるイランへの経済制裁により、航空機の購入が制限されているためである。仮にイランの航空会社が航空機を購入する場合、制裁の規定によって機齢7年以上の中古機体の購入しかできない。これはボーイング社など、アメリカ製の航空機に限らず、アメリカ製の部品を一定の割合以上使うエアバス社の機体にも適用されている。さらに現在発注中のスーパージェット100にも機体の約10%にアメリカ製部品が使われているため、制裁が適用される可能性が高い。

### 退役済機材一覧
- エアバスA300-200
- エアバスA310-300
- ボーイング737‐300,500
- アントノフ An-140
- ツポレフ Tu-154M
- ツポレフ Tu-204

## 関連事項
- イラン航空